# Justicia ianthina
Justicia ianthina é uma espécie de planta da família Acanthaceae. É endémica do Equador. O seu habitat natural consiste em florestas subtropicais ou tropicais húmidas. Ela é ameaçada por perda de habitat.